# Seuil absolu d'audition
Pour les articles homonymes, voir ATH.
Le seuil absolu d'audition (en anglais, absolute threshold of hearing ou ATH) est le niveau minimal de pression acoustique L qu'il faut imposer à un signal sinusoïdal pour qu'il soit perçu dans une ambiance silencieuse.
Cette valeur est mesurée en utilisant des sons purs dont la fréquence influence le résultat, elle est différente d'un individu à l'autre et évolue avec l'âge chez les individus.
Cette propriété psychoacoustique est notamment utilisée dans le codage du son en MP3, notamment dans l'encodeur LAME.